# Нарязан стоидвадесетоклетъчник
Нарязаният стоидвадесетоклетъчник е смяна на всичкоосечения стоидвадесетоклетъчник и не прави еднообразен, но има шестстотиноклетъчна симетрия. Построен от 1200 октаедъра, 600 икосаедъра, 720 петоъгълни призми, 120 нарязани додекаедъра и 7200 тетраедъра, запълващи дупките до изтрите върхове. Той има 9840 клетки, 35040 стени, 32400 ръбове и 7200 върхове. Връхната фигура е изпъкнали осмостен, построен от 4 триъгълника, 2 четириъгълника и 2 петоъгълника.